# Дистения стройная
Дистения стройная (лат. Distenia gracilis) — вид жесткокрылых насекомых подсемейства дистениид (Disteniidae) семейства усачей (Cerambycidae).
Взрослый жук длиной 24-28 мм. Яйцо длиной 2 мм, в поперечнике 0,8 мм. Личинка длиной 45-50 мм (перед окукливанием); хорошо отличается тонким длинным телом, отсутствием двигательных мозолей на шестом и седьмом брюшных сегментах и другими признаками. Куколка длиной 25-28 мм, шириной брюшка 6 мм; характеризуется плоским телом, которое от груди к вершине брюшка суженное.
Вид усачей Eutetrapha chrysochloris часто развивается в берёзе рядом с Distenia gracilis.

## Распространение
Распространён в юго-восточной части Сибири, начиная от Хабаровской области, более обычен в Уссурийском крае, на восток идёт до Японии включительно, на юге распространён в Маньчжурии и в Корее.

## Морфология

### Имаго
Тело вытянутое стройное, одноцветное смоляно-бурое, с рыжеватым оттенком.
Голова в густой резкой пунктировке, ротовыми органами направлена вперёд и чуть вниз. Лоб между глазами с узкой чёрточковидной бороздкой. Усики длинные, первый членик очень толстый, у самцов спереди продольно вдавленный, в грубой морщинистой пунктировке, у самок выпуклый, в густой мелкой пунктировке, последующие членики тонкие, ц самцов восьмым и у самок девятым члеником заходят за вершину надкрылий, на вершине усики с одиночными длинными ресничками.
Переднеспинка на середине расширенная, по бокам с оттянутыми острыми шипиками конусовидной формы, к вершине и к основанию резко суженная, около заднего и переднего края с поперечным желобовидным перехватом, в густой мелкой пунктировке, в серых плотно прилегающих волосках. Щиток в длину почти не больше, чем на основании в вершину, на вершине закруглён, в нежных иногда густых волосках. Надкрылья узкие, к вершине равномерно суженные, в длину в от 2,5 до 3,5 раза больше своей общей ширины в плечах, в передней половине в глубоких точках, которые образуют по шесть иногда чётко выраженных, иногда слегка спутанных продольных рядов.
Пятый брюшной стернит у самок вытянутый, на вершине полого закруглённый, в мелких нежных прилегающих волосках. Ноги длинные тонкие, бёдра у самцов немного толще, чем у самок.

### Яйцо
Яйцо белого цвета, посередине вздутое, к полюсам сильно суженное, на одном полюсе сосцевидно-оттянутое в мелкой скульптуре.

### Личинка
Тело белого цвета, передний край эпистомы и верхнечелюсти тёмно-бурые.
Голова поперечная плоская. Эпистома по бокам почти не отграничена (лобные швы незаметны), посередине разделена продольной буроватой линией (sutura medialis). Наличник крупный трапециевидный, верхняя губа выпуклая поперечно-овальная, в крупных точках, в коротких густых щетинках. Верхние челюсти вытянутые, на вершине усечённые, лезвиевидно-оттянутые, с пригнутыми внутри краями.
Переднеспинка поперечная, в длину почти в два раза меньше, чем в ширину, на переднем крае и на боках почти в одинаковых щетинковидных волосках. Щит переднеспинки шагренево-рыжеватый заметно склеротизованный, в мельчайших шипиках, с неровным лоскутовым передним краем, на боках отграничен более или менее выраженными складками. Грудные ноги короткие слаборазвитые.
Брюшко вытянутое тонкое. Первые пять брюшных сегментов с выступами, оттянутыми двигательными мозолями. Дорсальные двигательные мозоли шагреневые, разделены боковыми продольными складками и косыми бороздками, которые идут от передних углов по направлению внутрь, к заднему краю. Девятый сегмент в длину в два раза превышает ширину, на вершине закруглённый. Анальное отверстие поперечное, посередине иногда угловато-изогнутое, смещено к вентральной стороне.

### Куколка
Голова сильно подогнутая. Лоб более или менее плоский, около основания усиков с внутренней стороны в щетинках, которые образуют по одному пучку с каждой стороны. Заглазничная область в редких волосковидных щетинках. Усики длинные, образуют общее кольцо, от основания направлены назад, на нижней стороне на уровне третьего-девятого брюшных стернита кольцевидно загнуты, оканчиваются вершиной около усика противоположной стороны.
Переднеспинка слабовыпуклая, на боках с острыми оттянутыми шипами, на диске, по боками и на переднем крае в щетинконовных бугорках.

## Подвиды
- Distenia gracilis gracilis (Blessig, 1872)
- Distenia gracilis yakushimana Yokoyama, 1966